# Astronauta stellans
Astronauta stellans är en fjärilsart som beskrevs av Edward Meyrick 1922. Astronauta stellans ingår i släktet Astronauta och familjen vecklare. Inga underarter finns listade i Catalogue of Life.